# Sângeorgiu de Pădure
Sângeorgiu de Pădure (maďarsky Erdőszentgyörgy) je  město v župě Mureș v Rumunsku. Žije zde přibližně 4 900 obyvatel. V roce 2011 se 74 % obyvatel hlásilo k maďarské národnosti. Administrativní součástí města jsou i tři okolní vesnice.

## Části
- Sângeorgiu de Pădure – 4 282[2] obyvatel
- Bezid – 565 obyvatel
- Bezidu Nou – 16 obyvatel
- Loțu – 12 obyvatel